# Віковий ясен (Городоцький район)
Вікови́й я́сен — ботанічна пам'ятка природи місцевого значення в Україні. Розташована в межах міста Городка Львівської області. 
Площа 0,05 га. Статус надано 1984 року. Перебуває у віданні ДП Городоцький комбінат комунальних підприємств. 
Статус надано з метою збереження одного екземпляра ясена (Fraxinus). Вік дерева 60—70 років, висота понад 15 м, діаметр стовбура — 90 см, обхват — 250 см.